# Texas Chainsaw 3D
Texas Chainsaw 3D este un film slasher american din 2013, regizat de John Luessenhop după un scenariu de Adam Marcus, Kirsten Elms  și Debra Sullivan. Acesta este cel de-al șaptelea film din franciza Masacrul din Texas, și a fost prezentat în format 3D. În rolurile principale sunt Alexandra Daddario, Dan Yeager, Tremaine Neverson, Tania Raymonde, Thom Barry, Paul Rae și Bill Moseley. Filmul a fost lansat la 4 ianuarie 2013.

## Prezentare
Heather soseste în Texas pentru a revendica o moștenire lăsată de niște rude, însă pe drum, ea se întâlnește cu un individ ciudat, mânuitor al unei drujbe. Ceea ce ea nu știe este că individul respectiv nu este nicidecum un om oarecare, ci este celebrul și nemilosul criminal Thomas Hewitt (Letherface), care ucide oamenii și își face măști din fețele lor pentru a-și ascunde urâțenia. Din acest punct călătoria lui Heather devine un coșmar.

## Legături externe
- Texas Chainsaw 3D la Internet Movie Database
- Texas Chainsaw 3D la Allmovie
- Texas Chainsaw 3D la Rotten Tomatoes
- Texas Chainsaw 3D la Box Office Mojo